# Blum
Blum é uma cidade  localizada no estado norte-americano de Texas, no Condado de Hill.

## Demografia
Segundo o censo norte-americano de 2000, a sua população era de 399 habitantes. 
Em 2006, foi estimada uma população de 448, um aumento de 49 (12.3%).

## Geografia
De acordo com o United States Census Bureau tem uma área de 2,6 km², dos quais 2,6 km² cobertos por terra e 0,0 km² cobertos por água.

## Localidades na vizinhança
O diagrama seguinte representa as localidades num raio de 24 km ao redor de Blum. 